# میه‌چیسواف فوگ
میه‌چیسواف فوگ (لهستانی: Mieczysław Fogg؛ تلفظ لهستانی: [mʲɛtʂɨˈswaf]؛ ۳۰ مهٔ ۱۹۰۱ – ۳ سپتامبر ۱۹۹۰) خواننده اهل لهستان بود.
موفقیت و شهرت او پیش از جنگ جهانی دوم آغاز شد و تا دههٔ ۸۰ میلادی ادامه داشت.
صدای باریتون وی را می‌توان با سبک آوازی تینو رُسی مقایسه نمود.